# Peretta Usodimare
Peretta Usodimare (Roma, 1478 – Genova, 1550) è stata una nobildonna italiana della famiglia Uso di Mare, anche nipote di papa Innocenzo VIII.

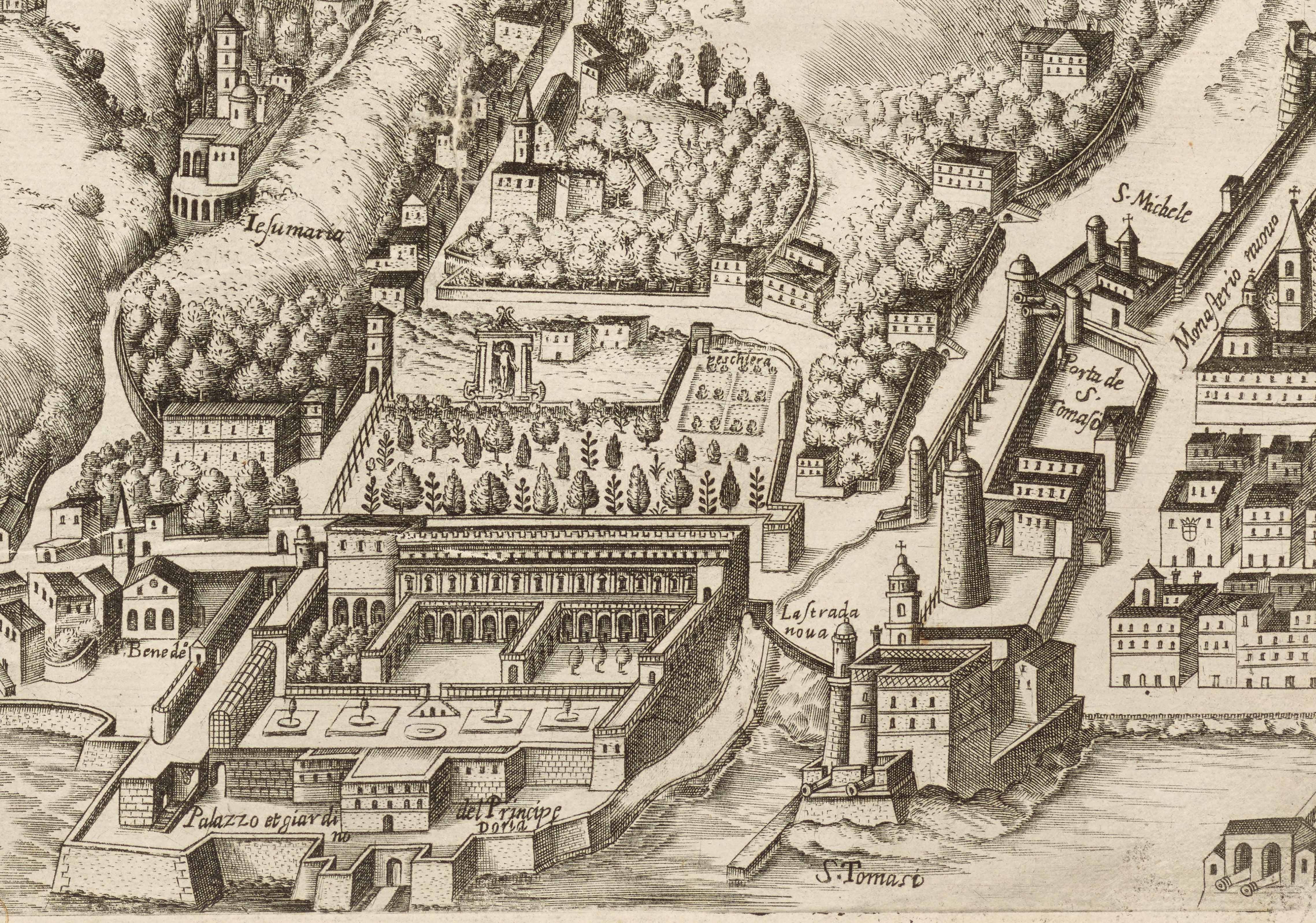
Vista della Villa del Principe, pubblicata nel 1637.

Fu marchesa consorte del Finale e principessa consorte di Melfi in virtù dei suoi matrimoni con Alfonso I del Carretto e Andrea Doria, anche promotrice della Villa del Principe a Fassolo e della sua celebre corte rinascimentale.

## Origine
Nacque a Roma nel 1478 dal magnifico Gherardo Usodimare, patrizio genovese, tesoriere generale della Santa Romana Chiesa, e Teodorina Cybo, figlia illegittima di papa Innocenzo VIII riconosciuta insieme al fratello Franceschetto, duca di Spoleto. Fu sorella di Battistina Usodimare (moglie di Luigi d'Aragona) e Aranino Cybo-Usodimare (padre di Gherardo Cybo-Usodimare), l'unico a ottenere il cognome Cybo per volere del nonno. Attraverso il zio Franceschetto fu anche cugina in primo grado di Lorenzo Cybo, capostipite dei Cybo-Malaspina.

## Marchesa del Finale
Nel 16 novembre 1488 (quando aveva dieci anni) il nonno Innocenzo VIII celebrò in Vaticano sue nozze con Alfonso I del Carreto, marchese sovrano del Finale (vedovo di Bianca Simonetta, anche vedova di Carlo Sforza), pochi mesi dopo il matrimonio dello zio Franceschetto Cybo, duca di Spoleto, e Maddalena de' Medici, figlia di Lorenzo il Magnifico.
Subito dopo il loro matrimonio i marchesi del Finale commissionarono la costruzione della chiesa di Nostra Signora di Loreto a Finale Ligure e la decorazione fatta da Vincenzo Foppa.
Ebbero figli solo dal 1502, quando Peretta aveva già ventiquattro anni.

## Principessa di Melfi
Nel 1527, già vedova e alla età di quarantanove anni, risposò l'ammiraglio Andrea Doria di sessantasei anni (per lui le prime nozze), secondo alcuni segretamente. Non ebbe figli dal matrimonio, motivo per cui l'ammiraglio adottò Marcantonio, secondo figlio maschio del primo matrimonio di Peretta, che gli succede come 2º principe di Melfi. 
Nel 1530 intervenne senza successo davanti l'imperatore Carlo V a favore del marito nelle sue pretese al marchesato di Monferrato. Intervenne anche davanti al marito per la liberazione del corsaro ottomano Barbarossa.

### Villa del Principe e ospite imperiale
A partire dal matrimonio, nel 1527 i principi di Melfi cominciano la costruzione della celebre Villa del Principe a Genova, completata nel 1533. La corte rinascimentale dei Doria-Usodimare attirò importanti artisti dell'epoca come Perin del Vaga, Girolamo da Treviso, Domenico Beccafumi, il Pordenone, Silvio Cosini Antonio Semino, ed molti altri. 
Nel 1527 la principessa divenne ospite alla villa dell'imperatore Carlo V, soggiornato a Genova prima della sua incoronazione a Bologna. Nel 1533 ospita per la seconda volta  lo stesso imperatore, temporaneamente a Genova a causa della riforma della Repubblica guidata dal marito Andrea. Nel 1548 divenne anche ospite del figlio dell'imperatore, il re Filippo II di Spagna, al cui riceve con sessanta nobildonne genovesi vestiti all'antica maniera romana.
È ancora conservato l'appartamento della principessa decorato per volere di Peretta da Perin del Vaga con tematiche risalente alle Metamorfosi di Ovidio. Venne ritratta dal Tasso insieme al marito alla Villa del Principe.

## Morte
Muore il 3 dicembre 1550 a Genova. I suoi resti vengono ritrovati accanto a quelli di Andrea Doria alla chiesa di San Matteo in Genova.

## Discendenza
Dal matrimonio con Alfonso I del Carretto è stata madre di:
- Giovanni II del Carretto (1502-1535), marchese sovrano del Finale. Sposò Ginevra Bentivoglio, figlia di Alessandro Bentivoglio, conte di Campagna, e della sua sorellastra Ippolita Sforza (figlia di Carlo Sforza e Bianca Simonetta, prima moglie del suo padre Alfonso I del Carretto).
- Benedetta del Carretto (1506-1551). Sposò il magnifico Francesco Spinola, patrizio genovese e signore di Garessio (fratello del cardinale Agostino Spinola)[21] , figlio del magnifico Giovanni Spinola, castellano di Todi, e Petruccia Riario, nipote di papa Sisto IV.
- Marcantonio del Carretto (1513-1578), 2º principe di Melfi, ammiraglio del re di Spagna. Sposò in prime nozze Giovanna di Leyva, figlia di Antonio de Leyva, principe di Ascoli, e Castellana di Villaragut. Sposò in seconde nozze Vittoria Piccolomini, figlia di Alfonso II Piccolomini, duca di Amalfi, e Costanza d'Avalos.